# Col·legi Oficial d'Arquitectes Basc-Navarrès
El Col·legi Oficial d'Arquitectes Basc-Navarrès (o Euskal Herriko Arkitektoen Elkargo Ofiziala en basc i cooficialment) és el col·legi professional d'arquitectes de la Comunitat Foral de Navarra i del País Basc (l'acrònim del qual és COAVN o EHAEO). És una Corporació de dret públic creada per Reial decret de 27 de desembre de 1929 i delimitat el seu àmbit per Reial orde de 16 de juliol de 1930.
La Degana del COAVN és Matxalen Acasuso Atutxa que dirigeix la corporació al costat de la Junta de Govern i la Junta de Representants. Aquest col·legi professional, la seu central del qual està en l'albereda de Mazarredo 69, 1º a Bilbao, la conformen al seu torn les quatre delegacions territorials de Navarra, Àlaba, Biscaia i Guipúscoa, que disposen igualment cadascuna d'elles d'una seu a les respectives capitals de província. Igual que la resta de Col·legis Oficials d'Arquitectes d'Espanya, el COAVN pertany al Consell Superior de Col·legis d'Arquitectes d'Espanya (CSCAE).